# AGNI - Interkontinentalna balistička raketa
Raketa AGNI (अगनि IAST: Agni „Vatra“) je porodica balističkih raketa srednjeg do interkontinentalnog dometa sa nuklearnom bojevom glavom koje je razvila Indija, a nazvana je po jednom od pet elemenata prirode "Vatra". AGNI rakete su nuklearno oružje dugog dometa. Prva raketa iz serije, AGNI-I, razvijena je u okviru Integrisanog programa za razvoj vođenih raketa(lGMDP) i testiran 1989. Nakon uspeha, raketni program AGNI je odvojen od GMDP-a nakon što su shvatili strateški značaj te rakete. Označen je kao poseban program u budžetu za odbranu Indije i obezbedili su adekvatna sredstva za kasniji razvoj. Od novembra 2019. godine, rakete iz serije AGNI se uvode u upotrebu.   Porodicu raketa čine: 
| Ime rakete | Tip  | Domet                        |
| ---------- | ---- | ---------------------------- |
| AGNI-I     | MRBM | 700-1.200 km (Operativna)    |
| AGNI-P     | MRBM | 1.000-2.000 km (U razvoju)   |
| AGNI-II    | MRBM | 2.000-3.500 km (Operativna)  |
| AGNI-III   | IRBM | 3.000-5.000 km (Operativna)  |
| AGNI-IV    | IRBM | 3.500-4.000 km (Operativna)  |
| AGNI-V     | ICBM | 5.000-8.000 km (Operativna)  |
| AGNI-VI    | ICBM | 11.000-12.000 km (U razvoju) |

## Rani pokušaji razvoja raketa (1958-1970)
Indijski program balističkih projektila pokrenut je 1958. godine kada je prvi indijski premijer Nehru pristao da izgradi centar za proizvodnju plutonijuma u Trombaju. DRDO (agencija odgovorna za razvoj indijske vojne opreme) i njena glavna laboratorija DRDL, pokušavaju da proizvedu raketu sličnu sovjetskoj SA-2 sa ciljem da steknu tehnološke i naučne osnove neophodne za masovnu proizvodnju projektila. Ali projekat, koji nije naišao na podršku u oružanim snagama i naišao je na tehničke i organizacione poteškoće i bio je neuspešan.
Indija je u maju 1964. započela lokalnu proizvodnju francuske nenavođene rakete Centaure od 0,5 tone na kojoj su indijski inženjeri napravili neke modifikacije i koja im je omogućila da ovladaju pogonom na čvrsto gorivo. Tokom 1970-ih Indija je pokrenula dva velika programa - projekti Devil i Valiant - koji su imali za cilj sticanje znanja neophodnih za razvoj balističke rakete. Projekat Valiant odnosio se na razvoj projektila dometa od 8.000 kilometara, ali je zaustavljen 1974. zbog problema nastalih u razvoju pogona. Projekat Devil pokušava da stekne operativnu ekspertizu putem obrnutog inženjeringa sovjetske protivvazdušne rakete SA-2 sa ciljem da se proizvede kopija do kraja te decenije. Projekat je zaustavljen 1980. godine, ali je omogućio postavljanja temelja za seriju projektila Prithvi.
Godine 1980. SLV, mali lanser na čvrsto gorivo razvijen u potpunosti u Indiji, omogućio je ovoj zemlji da postavi veštački satelit u orbitu koristeći samo nacionalna sredstva. Štaviše, Indija je savladala tehniku pravljenja nuklearnih bombi prvim uspešnim testom 18. maja 1974. Zemlja sada ima osnovne tehnologije koje joj omogućavaju da predvidi proizvodnju balističke rakete sa nuklearnom glavom.

## Razvoj prvih indijskih raketnih programa (1980-ih i 1990-ih)
Povratak Indire Gandi na vlast, oživeo je raketne projekte pogodne za razvoj programa nuklearnog naoružanja. Komitet je osnovan 1982. da proučava različite puteve za njihovo razvijanje. Godinu dana kasnije, komitet je uspostavio IGMDP program (Integrated Guided Missile Program), organizaciju koja će omogućiti DRDO da razvije svoje moderne raketne sisteme. Za operativnu upotrebu u oružanim snagama pokrenut je razvoj protivvazdušne rakete kratkog dometa Trišul, protivvazdušne rakete dugog dometa Akaš i protivtenkovske rakete Nag. Program dugoročno doprinosi razvoju balističkih raketa zemlja-zemlja Prithvi i AGNI-I.
Za razliku od prethodnih projekata, IGMDP program je tokom 1980-ih i 1990-ih imao stalnu finansijsku i političku podršku. Dok se Indija suočava sa sankcijama međunarodne zajednice nakon svoje prve nuklearne probe 1974. godine, indijski političari i administracija podstiču istraživanja na civilnom polju, kada se mešaju civilne i vojne posledice. Ovo je naročito slučaj sa lanserom SLV, koji neki smatraju tehnološkim demonstratorom koji je omogućio razvoj prve balističke rakete AGNI. Da bi pokrenuli prve balističke rakete, zvaničnici DRDO oklevaju između čvrstog i tečnog goriva. Zagovornici čvrstih goriva ističu jednostavnost dizajna i smanjeno održavanje koje više nego kompenzuje fleksibilnost tečnih goriva. Indijski zvaničnici su na kraju odlučilu da će rakete AGNI ipak koristiti čvrsto gorivo, dok će rakete Prithvi koristiti pogon na tečno gorivo.

## Prve operativne rakete
Prithvi-I je prva razvijena indijska balistička raketa. Ovaj uređaj kratkog dometa (150 kilometara) je prvi put testiran 1988. godine, a postao je operativan 1994. godine. Omogućio je Indiji da ima ograničenu sposobnost nuklearnog udara na Pakistan. Raketa srednjeg dometa AGNI-I (1.200 km) izvela je dva uspešna probna leta 1994. Ova nova raketa je trebalo da posluži kao osnova za indijski program balističkih raketa dugog dometa, dok je Prithvi trebalo da bude ograničen na ulogu strateškog projektil kratkog dometa.

## Razvoj porodice raketa AGNI
Tokom druge polovine 1990-ih i 2000-ih, Indija je nastavila da razvija projektile Prithvi i AGNI. Posle niza uspešnih testova, raketa AGNI-III dometa 3200 kilometara ulazi u službu oružanih snaga. Godine 2014. došao je red na raketu AGNI-IV, dometa od 4.000 kilometara, da uđe u službu. Verzija AGNI-V, sa dometom od 5.000 kilometara, uspešno je testirana nekoliko puta od 2012, ali se još nije smatrala operativnom krajem 2019. Njen domet je ne svrstava u kategoriju interkontinentalnih balističkih projektila, ali bi bio dovoljan sa manjim modifikacijama da dostigne i veće daljine za interkontinentalnu raketu.

## AGNI-I
AGNI-I je jednostepena balistička raketa na čvrsto gorivo kratkog dometa je prvi put testirana na privremenom ispitnom poligonu u Čandipuru 1989. Može da nosi konvencionalni teret od 1.000 kg (2.200 lb) ili nuklearnu bojevu glavu. Ovaj originalni tehnološki demonstrator evoluirao je u rakete na čvrsto gorivo AGNI-I i AGNI-II. Indija je prvo razvila dvostepenu raketu AGNI-II sa dometom od 2000 km, testirajući je 1999. Zatim je koristila samo prvi stepen ovog sistema za razvoj jednostepene rakete AGNI-I dometa 700 km, koji je prvi put testiran u januaru 2002. godine.
Raketa je teška 12 tona i dužine 15 metara, AGNI-I ima domet od 700–900 km  i može da nosi konvencionalni teret od 1.000 kg (2.200 lb) ili nuklearnu bojevu glavu brzinom od 2,5 km/s.  AGNI rakete se sastoje od jednostepene rakete (kratkog dometa) ili dvostepene (srednjeg dometa). To su željeznički i drumski mobilni sistemi, a pokreću ih motori na čvrsto gorivo. AGNI-I koristi Komanda strateških snaga (SFC) indijske vojske. Poslednji test rakete dogodio se 13. jula 2012., kada je indijska vojska uspešno ispalila AGNI-I na ostrvo Viler kod obale Orise.  Projektil je 11. aprila 2014. je po prvi put ispitan u noćnoj vežbi do svog punog dometa od 700 km od ostrva Viler kod obale Odiše. Projektil je nasumično izabran sa proizvodne trake i probno je ispaljen od strane Komande strateških snaga posle 23 sata uveče. Ovaj test je bio prve noći nakon što su 2 prethodna testa bila neuspela zbog tehničkih grešaka.  Projektil je probno ispaljen iz mobilnog lansera uz logističku podršku DRDO na Integrisanom poligonu za testiranje u okviru redovne vežbe obuke oružanih snaga. 
Sa specijalnim oružjem AGNI-I može da dostigne 1.200 km. U poređenju sa AGNI-II, AGNI-I je jeftiniji, jednostavniji, precizniji i mobilniji i namenjen je uglavnom za gađanje ciljeva u Pakistanu.

## AGNI-II
AGNI-II je dvostepena balistička raketa srednjeg dometa na čvrsto gorivo sa dometom od 2.000–3.500 km dugačka je 20 metara, ima prečnik od jednog metra i teška je oko 18 tona. AGNI–II koristi motore na čvrsto gorivo u obe svoje dve faze.  Za te rakete se tvrdi da su deo verodostojnog odvraćanja od Kine i Pakistana. Indija je izjavila da njeni nuklearni i raketni razvojni programi nisu usredsređeni na Pakistan, da je pakistanska pretnja samo marginalni faktor u bezbednosnoj računici Nju Delhija i da je AGNI u središtu odvraćanja u širem kontekstu kinesko-indijske jednačine. 
Raketa sa nuklearnom bojevom glavom dometa 2.000 km, koja je već uvedena u arsenal zemlje, uspešno je lansirana u vežbi Komande strateških snaga 9. avgusta 2012. godine. 
  Indija je 7. aprila 2013. godine izvela svoje najnovije testiranje svog nuklearnog oružja strateške balističke rakete AGNI-II sa poligona za testiranje raketa u Odiši. Test je sproveden sa ostrva Abdul Kalam (ranije poznato kao ostrvo Viler) u okrugu Bhadrak, od strane vojnog osoblja kao deo vojne vežbe.  Indija je 16. novembra 2019. uspešno izvela prvo noćno lansiranje balističke rakete srednjeg dometa sa ostrva Abdul Kalam na obali Odiše. Dvostepena balistička raketa dugačka je 20 metara i ima domet od 2.000-3.000 km. Ima lansirnu težinu od 17 tona, a nosivost je 1.000 kg. 
U aprilu 2002. usvojila ga je indijska vojska. Većina zapadne, centralne i južne Kine nalazi se u zoni dometa rakete AGNI-II. Cena rakete se procenjuje od 4,5 do 8 miliona dolara po primerku 

## AGNI-III
AGNI-III je treća u seriji AGNI projektila i to dvostepena raketa srednjeg dometa gde je DRDO razvio dva potpuno nova motora na čvrsto gorivo u obe faze.  Za razliku od AGNI-I i AGNI-II, AGNI-III je dizajniran i optimizovan za termonuklearnu bojevu glavu od 200 kilotona, iako Indija tvrdi da će se projektil koristiti samo za nošenje konvencionalnih bojevih glava. Međutim, cena sistema će u ovom slučaju biti nerazumno visoka za nošenje konvencionalnog naoružanja.  Takođe se razvija i verzija za podmornice – AGNI-III SL.
AGNI-III je prvi put testiran 9. jula 2006. sa ostrva Viler kraj obale istočne države Odiša. Nakon lansiranja, prijavljeno je da se druga faza rakete nije odvojila i da je projektil pao daleko od cilja. AGNI-III je ponovo testiran 12. aprila 2007, ovog puta je bilo uspešno, ponovo sa ostrva Viler. Indija je 7. maja 2008. ponovo uspešno testirala ovu raketu. Ovo je bio treći uzastopni test; potvrdio je operativnu spremnost projektila, istovremeno proširujući domet indijskog nuklearnog odvraćanja na najvrednije ciljeve najverovatnijih protivnika nacije. Domet AGNI-III je 3.500 km, i može da nosi bojevu glavu od 1,5 tone.
Prijavljeno je da se verovatnoća kružne greške (CEP) projektila nalazi u opsegu od 40 metara, što bi AGNI-III  učinilo najpreciznijom strateškom balističkom raketom na svetu u svojoj klasi tog dometa.  Ovo je od posebnog značaja jer visoko precizna balistička raketa povećava „efikasnost ubijanja“; i time omogućava indijskim dizajnerima oružja da koriste nuklearne bojeve glave manjeg kapaciteta (termonuklearna ili pojačana fisija od 200 kilotona), istovremeno povećavajući smrtnost udara. Ovo omogućava Indiji da rasporedi mnogo veću nuklearnu silu koristeći manje fisijskog/fuzionog materijala (plutonijum/litijum deuterid) nego druge nuklearne sile. Starije balističke rakete, poput onih koje su koristile ranije nuklearne sile, zahtevale su bojeve glave veće snage (1–2 megatona) da bi se postigle isti nivo smrtonosnosti. Takođe je zabeleženo da sa manjim korisnim opterećenjem, AGNI-III može da pogodi strateške ciljeve i dalje od 3.500 km.

## AGNI-IV
AGNI-IV je četvrta u seriji projektila Agni koja je ranije bila poznata kao Agni II prime,  gde je prvi put testirana 15. novembra 2011. i 19. septembra 2012. sa ostrva Viler kod obale istočne države Orisa za svoj puni domet od 4.000 km. Raketa je poletela sa drumskog mobilnog lansera u 11.48 sati, i nakon što se popela na visinu od preko 800 km, ponovo je ušla u atmosferu i udarila blizu unapred naznačenog cilja u Indijskom okeanu sa izuzetnim stepenom preciznosti nakon 20 minutnog leta. Noseći teret eksploziva težak jednu tonu, projektil je ponovo ušao u atmosferu i izdržao temperaturu od više od 3.000 °C. Sa dometom od 3.000–4.000 km,   AGNI-IV premošćuje jaz između raketa AGNI-II i AGNI-III. Ponovo je uspešno probno lansiran 20. januara 2014.  AGNI-IV može da primi bojevu glavu od 1 tone. Dizajniran je da poveća efikasnost ubijanja zajedno sa većim performansama dometom. AGNI-IV je opremljen najsavremenijim tehnologijama, koje uključuju autohtono razvijeni prstenasti laserski žiroskop i kompozitni raketni motor. Reč je o dvostepenoj raketi na čvrsto gorivo. Njegova dužina je 20 metara, a lansirna težina 17 tona.  Može se ispaliti iz drumskog mobilnog lansera.  

## AGNI-V
AGNI-V je trostepena interkontinentalna balistička raketa na čvrsto gorivo (ICBM) sa kompozitnim kućištem trećestepenog motora, koju je razvila Organizacija za istraživanje i razvoj odbrane iz (DRDO) Indije. Takođe, dva stepena ove rakete biće napravljena od kompozitnog materijala. Domet je veći od 5 hiljada km. Po svojim karakteristikama odnosiće se na interkontinentalne balističke rakete. 10. februara 2010. godine objavljeno je da je stepen spremnosti AGNI-V prilično visok i da se DRDO približava proizvodnji prvog prototipa. 21. maja 2010. dr V.  Selvamurti), glavni konstruktor centra DRDO, rekao je da će prvo testiranje rakete AGNI-V biti održano u martu-aprilu 2011. godine. On je takođe naveo da se AGNI-V razvija dodavanjem trećeg stepena na predhodna dva stepena rakete AGNI-III, što će ne samo povećati domet preko 5.000 km, već će na raketu postaviti nekoliko bojevih glava, uključujući i one prilagođene da savladaju sisteme protivraketne odbrane neprijatelja. Razvoj se procenjuje na 2,5 milijardi rupija (480 miliona dolara). 
AGNI-V je prvi put ispaljen 19. aprila 2012. u 08:07 IST sa ostrva Viler kod obale Orise, test je bio uspešan.   AGNI-V ICBM je projektovan dodavanjem treće kompozitne etape dvostepenoj raketi AGNI-III.  Da bi se smanjila težina, izgrađena je sa velikim procentom kompozitnog materijala. AGNI-V je dugačka 17,5 metara i postavljena je na pokretna vozila kako bi se osiguralo da ima potrebnu operativnu fleksibilnost i da se može brzo transportovati i pucati s bilo kog mesta. AGNI-V je teška oko 49 tona; za jednu tonu više od AGNI-III i AGNI-V ima mnogo duži domet.  Drugo probno lansiranje AGNI-V uspešno je obavljeno 15. septembra 2013. u 08:43 IST sa ostrva Viler.  U januaru 2015. mobilna verzija je uspešno testirana sa ostrva Viler. 

## AGNI-P
AGNI-P je balistička raketa srednjeg dometa u razvoju koja uključuje tehnološka dostignuća iz projekata AGNI-IV i AGNI-V. Iako izgleda slično kao AGNI-III, težina je smanjena za polovinu. AGNI-P će zameniti rakete starije generacije kao što su Prithvi, AGNI-I i AGNI-II. 

## AGNI-VI
AGNI-VI je interkontinentalna balistička raketa za koju je Indija izvestila da je u ranoj fazi razvoja, a razvija je Organizacija za istraživanje i razvoj odbrane. To će biti najnovija i najnaprednija verzija među raketnim programom AGNI. Biće sposobna da se lansira iz podmornica, kao i sa kopna, i imaće domet udara od 8.000–10.000 km sa bojevim glavama sa MIRV.  

## Dalji razvoj raketa AGNI
Indijski naučnici su u maju 2008. objavili da su razvili i patentirali revolucionarnu tehnologiju koja povećava domet raketa i satelitskih lansirnih vozila za najmanje 40%.  Poboljšani domet je omogućen dodavanjem specijalnog premaza od materijala na bazi hroma na tup konus nosa rakete. Materijal deluje kao reaktivno-ablativni premaz koji formira tanak gasoviti sloj male gustine na vrhu rakete dok se približava hiperzvučnim brzinama; ovaj pregrejani sloj gasa smanjuje otpor za 47% (pri brzini od 7–8 maha), čime se omogućava poboljšanje dometa za najmanje 40%.   Najavljeno je da će ova tehnologija biti ugrađena u buduće primerke AGNI raketa, nakon što bude podvrgnuta ispitivanjima testova dometa i kalibracije.

## Specifikacije
| Raketa   | Projekat     | Tip       | Bojeva glava | Nosivost (kg)   | Domet (km)    | Dimenzije (m) | Gorivo / Faze                 | Težina (kg) | U službi od | CEP (m)   |
| -------- | ------------ | --------- | --- | --------------- | ------------- | ------------- | ----------------------------- | ----------- | ----------- | --------- |
| AGNI-I   | IGMDP        | Strateško | Konvencionalno visokoeksplozivno, prodorno, kasetna municija, zapaljivo, termobarično, strateško nuklearno oružje | 1.000           | 700-1.200     | 15            | Čvrsto gorivo, Jednostepena   | 22.000      | 2009        | 25        |
| AGNI-II  | IGMDP        | Strateško | Konvencionalno visokoeksplozivno, prodorno, kasetna municija, zapaljivo, termobarično, strateško nuklearno oružje | 820-2.000       | 2.000-3.500   | 20            | Čvrsto gorivo, Dvostepena     | 26.000      | 2006        | 30-40     |
| AGNI-III | IGMDP        | Strateško | Konvencionalno visokoeksplozivno, prodorno, kasetna municija, zapaljivo, termobarično, strateško nuklearno oružje | 2.500           | 3.000-5.000   | 17            | Čvrsto gorivo, Dvostepena     | 44.000      | 2011        | 40        |
| AGNI-IV  | AGNI-IV      | Strateško | Konvencionalno visokoeksplozivno, prodorno, kasetna municija, zapaljivo, termobarično, strateško nuklearno oružje | 800-1.000       | 3.500-4.000   | 20            | Čvrsto gorivo, Dvostepena     | 17.000      | 2014        | 10        |
| AGNI-V   | AGNI-V       | Strateško | Konvencionalno visokoeksplozivno, prodorno, kasetna municija, zapaljivo, termobarično, strateško nuklearno oružje | 1.500           | 5.000-8.000   | 17            | Čvrsto gorivo, Trostepena     | 50.000      | 2019        | >10 - <80 |
| AGNI-P   | AGNI-I Prime | Strateško | Konvencionalno visokoeksplozivno, prodorno, kasetna municija, zapaljivo, termobarično, strateško nuklearno oružje | Nepoznato       | 1.000-2.000   | Nepoznato     | Čvrsto gorivo, Dvostepena     | Nepoznato   | U razvoju   | 10        |
| AGNI-VI  | AGNI-VI      | Strateško | Konvencionalno visokoeksplozivno, prodorno, kasetna municija, zapaljivo, termobarično, strateško nuklearno oružje | 3.000 (10 MIRV) | 11.000-12.000 | 40            | Čvrsto gorivo, Četvorostepena | 55.000      | U razvoju   | Nepoznato |

## Spoljašnje veze
- CSIS Missile Threat - Agni 1
- CSIS Missile Threat - Agni 2
- CSIS Missile Threat - Agni 3
- CSIS Missile Threat - Agni 4
- CSIS Missile Threat - Agni 5